# Logan Phippen
Logan Phippen, né le 10 mai 1992 à Ogden (Utah), est un coureur cycliste américain. Il est membre de l'équipe Novo Nordisk.

## Biographie
Né à Ogden dans l'Utah, Logan Phippen commence le cyclisme par le VTT, après s'être essayé au ski nordique et à la course à pied. Il évolue ensuite sur route chez les espoirs (moins de 23 ans). Sans résultats marquants, et gêné par une blessure au dos, il se retire temporairement des pelotons cyclistes après 2014. 
Il est diagnostiqué d'un diabète de type 1 en 2016, à 24 ans, après une brutale perde de poids. Peu après ce diagnostic, il reprend le cyclisme en 2017 en rejoignant l'équipe de développement de Novo Nordisk, composée uniquement de coureurs atteints de sa maladie. Dès l'année suivante, il se fait remarquer sur le circuit américain en obtenant deux victoires et diverses places d'honneur sur des critériums.
En 2020, il se classe onzième du Tour de Mevlana, une course turque inscrite au calendrier de l'UCI. Il passe ensuite professionnel dans l'équipe première de Novo Nordisk en 2021,. Il commence sa saison au mois d'avril sur le Tour de Turquie.